# Poroderma africanum
Requin-pyjama
Espèce
Synonymes
Squalus africanus Gmelin, 1789

Squalus striatus Forster, 1844

Squalus vittatus Shaw, 1798
Statut de conservation UICN

 LC  : Préoccupation mineure
Répartition géographique
Poroderma africanum, le requin-pyjama, est une espèce de requins vivant le long des côtes d'Afrique du Sud. Cette espèce abondante et benthique se trouve de la zone intertidale jusqu'à une profondeur d'environ 100 m, en particulier sur les récifs rocheux et les lits de varech. Avec une série de rayures épaisses, parallèles et sombres qui courent le long de son corps robuste, le requin-pyjama a une apparence incomparable. Il se caractérise en outre par une tête et un museau courts avec une paire de barbillons effilés qui n'atteignent pas la bouche et deux nageoires dorsales placées loin en arrière sur le corps. Il peut atteindre une longueur de 1,1 m de long.
Le requin-pyjama est principalement nocturne, passant la majeure partie de la journée immobile et caché dans une grotte ou une crevasse ou parmi la végétation. Il forme souvent des groupes, en particulier pendant l'été. Cette espèce est un prédateur opportuniste qui se nourrit d'une grande variété de poissons et d'invertébrés ; il affectionne les céphalopodes et fréquente les frayères du calmar chokka (Loligo reynaudii). Lorsqu'il est menacé, il se recroqueville en cercle avec sa queue couvrant sa tête. La reproduction est ovipare, les femelles pondant deux capsules d'œufs rectangulaires brun foncé à la fois toute l'année. Ce petit requin inoffensif s'adapte bien à la captivité et est couramment exposé dans les aquariums publics. Il est souvent pris accessoirement dans les pêcheries commerciales et récréatives. Beaucoup sont tués par les pêcheurs qui les considèrent comme des nuisibles. Bien qu'il n'y ait aucune donnée suggérant que son nombre ait diminué, l'Union internationale pour la conservation de la nature (UICN) a évalué le requin-pyjama comme étant le moins préoccupant.

## Taxonomie
Le requin-pyjama a été initialement décrit comme Squalus africanus par le naturaliste allemand Johann Friedrich Gmelin en 1789, dans la treizième édition de Systema Naturae. Il n'a pas désigné de spécimen type. En 1837, le médecin et zoologiste écossais Andrew Smith a créé le nouveau genre Poroderma pour cette espèce et Poroderma pantherinum (à l'époque considéré comme plusieurs espèces). En 1908, le requin-pyjama est devenu l'espèce type du genre par le zoologiste américain Henry Weed Fowler.

## Distribution et habitat

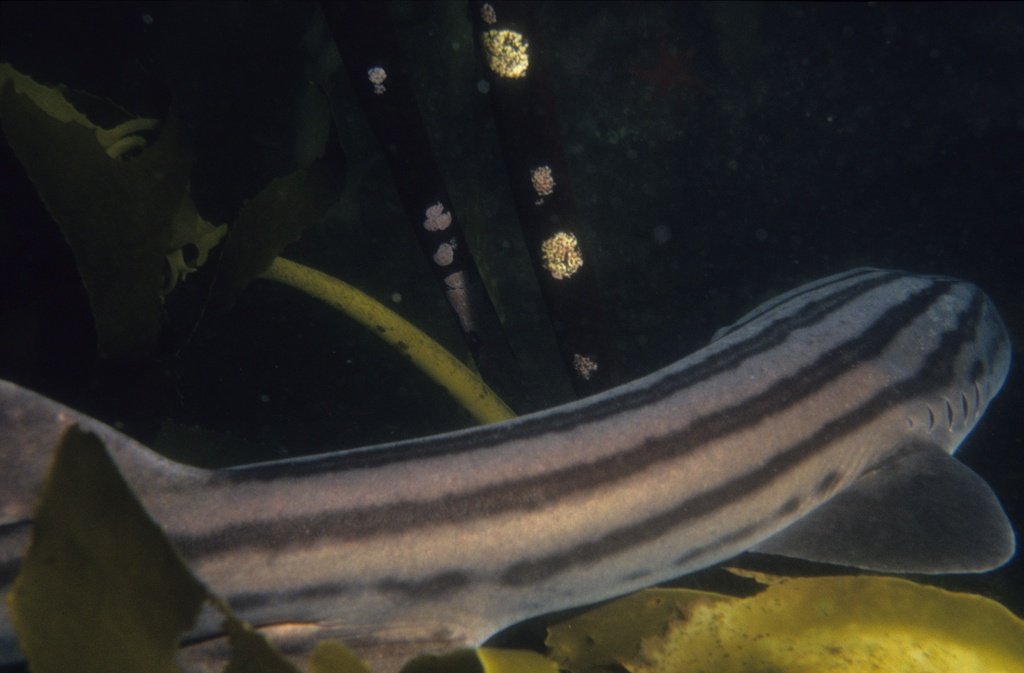
Les lits de varech sont un habitat préféré du requin-pyjama.

Habitant du fond des eaux côtières tempérées, le requin-pyjama se trouve au large de l'Afrique du Sud, de Table Bay au large du Cap jusqu'au nord d'East London. Il est le plus abondant au large du Cap occidental et peut s'aventurer jusqu'à la baie de Saldanha à l'ouest et au KwaZulu-Natal à l'est ; les anciens enregistrements de Maurice, de Madagascar et du Zaïre sont presque certainement erronés,. Le requin-pyjama est couramment rencontré dans les eaux intertidales et littorales très peu profondes ne dépassant pas 5 m de profondeur, bien que dans et autour de la baie d'Algoa, il se trouve à des profondeurs de 50 à 100 m et a été signalé à 108 m. Il préfère les récifs rocheux et les lits de varech Ecklonia,.

## Description

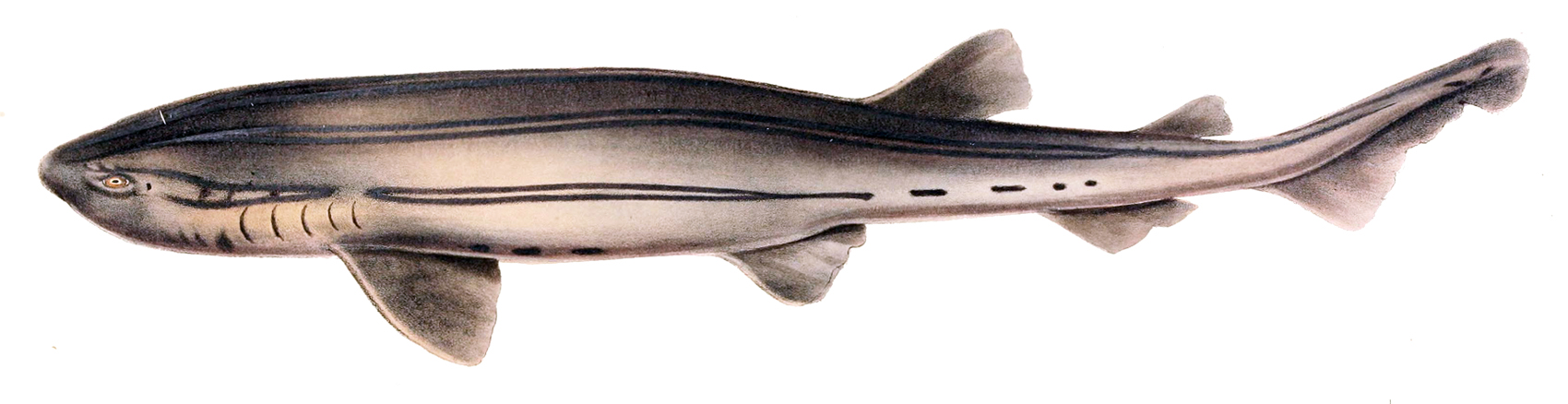
Vue de profil d'un requin-pyjama, tirée de Illustrations de la zoologie de l'Afrique du Sud (1838).

Le requin-pyjama est le plus gros et le plus épais des deux espèces de Poroderma, atteignant 1,1 m de long et 7,9 kg ou plus. Les deux sexes atteignent à peu près la même taille maximale. La tête et le museau sont courts et légèrement aplatis, avec un contour étroitement parabolique vu de dessus ou de dessous. Chaque narine est divisée en minuscules ouvertures incurrentes et excurrentes par un lambeau de peau à l'avant ; le volet a une forme trilobée avec le lobe central formant un long barbillon conique. Les barbillons sont plus épais que chez P. pantherinum et n'atteignent pas la bouche. Les yeux sont ovales horizontalement et placés assez haut sur la tête, avec des membranes nictitantes rudimentaires (troisièmes paupières protectrices) et une crête épaisse en dessous. La bouche importante forme une large arche, avec de courts sillons s'étendant des coins aux mâchoires supérieure et inférieure; les dents supérieures sont exposées lorsque la bouche est fermée. Il y a respectivement 18 à 25 et 14 à 24 rangées de dents de chaque côté des mâchoires supérieure et inférieure. Les dents ont une fine cuspide centrale flanquée d'une paire de petites cuspides ; celles des mâles adultes sont légèrement plus épaisses que celles des femelles,.
Le corps est assez comprimé d'un côté à l'autre et se rétrécit vers la queue. Les deux nageoires dorsales sont placées loin en arrière : la première prend naissance à l'arrière des nageoires pelviennes tandis que la seconde prend naissance au milieu de la nageoire anale. La première dorsale est beaucoup plus grande que la seconde. Les nageoires pectorales sont grandes et larges. Les nageoires pelviennes sont plus basses que les pectorales mais leurs bases sont à peu près égales en longueur. Les mâles adultes ont une paire de ptérygopodes courts et épais, avec les marges internes des nageoires pelviennes partiellement fusionnées sur eux pour former un « tablier ». La nageoire caudale courte et large a un lobe inférieur indistinct et une encoche ventrale près de l'extrémité du lobe supérieur. La peau est très épaisse et porte des denticules dermiques bien calcifiés ; chaque denticule porte une couronne en forme de pointe de flèche à trois pointes postérieures, montée sur un court pédoncule. La coloration dorsale est distinctive, composée de 5 à 7 bandes épaisses, parallèles et sombres allant du museau au pédoncule caudal sur un fond variablement grisâtre ou brunâtre ; les rayures se cassent près de la queue et du ventre. Chez certains requins, la bande principale de chaque côté peut bifurquer derrière l'œil, les bandes peuvent être divisées en deux par des lignes centrales plus claires, ou une ou plusieurs grandes taches sombres peuvent être présentes. Le dessous est pâle, parfois avec des taches gris clair, et clairement démarqué de la couleur des flancs. Les jeunes requins ressemblent aux adultes, mais peuvent être beaucoup plus clairs ou avoir des rayures beaucoup plus foncées. Un spécimen albinos a été enregistré à False Bay,.

## Biologie et écologie
Nageant plutôt lentement, le requin-pyjama passe la majeure partie de la journée à se reposer dans des grottes ou des crevasses ou parmi des algues, émergeant la nuit pour chercher activement de la nourriture. De nombreux individus peuvent se rassembler au même endroit, particulièrement en été,,. Cette espèce est la proie de requins plus gros
, et est l'un des poissons cartilagineux les plus fréquemment consommés par le requin plat-nez (Notorynchus cepedianus). Lorsqu'il est menacé, il se recroqueville souvent en cercle avec sa queue couvrant sa tête, de la même manière que les Haploblepharus. Ses œufs sont consommés par les bulots Burnupena papyracea et B. lagenaria, qui peuvent percer l'enveloppe extérieure pour extraire le jaune à l'intérieur. Comme les autres requins, le requin-pyjama maintient l'équilibre osmotique avec l'environnement en régulant sa concentration interne d'urée et d'autres déchets azotés. Des expériences ont montré que la capacité d'osmorégulation du requin dépend de la qualité de son alimentation.
Le requin-pyjama se nourrit d'une grande variété de petits animaux, y compris des poissons osseux tels que les anchois, les grondins et les merlus, les myxines, les petits requins et les raies et leurs œufs, les crustacés, les céphalopodes, les bivalves et les vers polychètes ; il est également connu pour se nourrir d'abats de poisson,,. Bien qu'il ait une prédilection pour les céphalopodes, la composition alimentaire de ce prédateur opportuniste reflète généralement les types de proies disponibles localement. Par exemple, à False Bay, la langouste du Cap (Jasus lalandii) est la source de nourriture la plus importante, suivie des céphalopodes puis des poissons. Des requins-pyjamas ont été observés en train de saisir et d'arracher des tentacules de poulpes et de seiches avec un mouvement de torsion ; à une occasion, trois requins ont été vus attaquer une pieuvre simultanément de cette manière. Pendant les pontes massives du calmar chokka (Loligo reynaudi), qui se produisent de manière imprévisible toute l'année mais culminent d'octobre à décembre, les requins-pyjamas s'écartent de leurs habitudes nocturnes et se rassemblent en nombre substantiel à l'intérieur des « couches d'œufs » des calmars pendant la journée. Les requins cachent leur tête parmi les masses d'œufs, tandis que leurs rayures brisent les contours de leur corps. Alors que les calmars femelles descendent au fond de la mer pour attacher leurs œufs, gardés par les mâles, ils deviennent vulnérables aux attaques d'embuscade des requins,,.

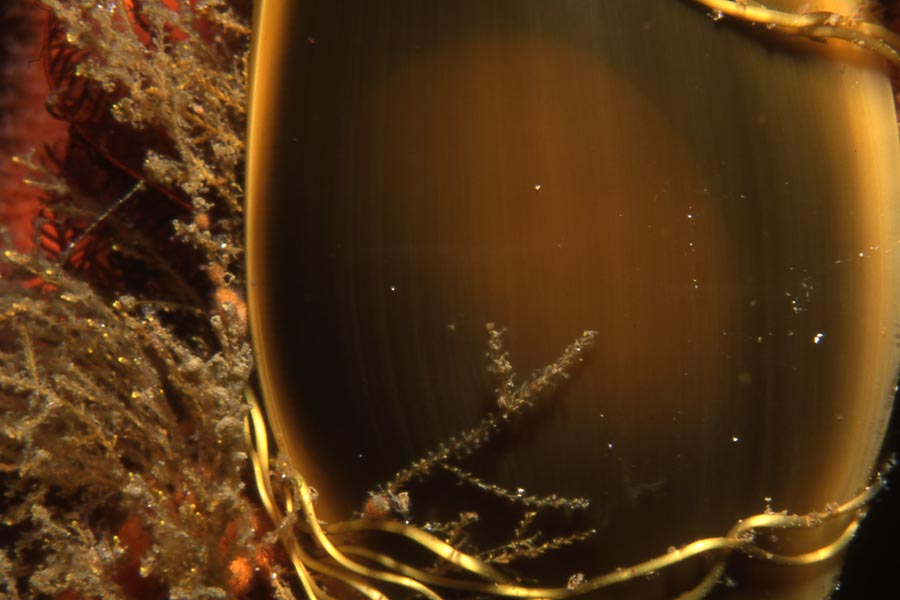
Les requins-pyjama femelles pondent des capsules d'œufs brun foncé, qui sont attachées à des structures au fond de la mer.

Espèce ovipare, les requins-pyjamas mâles et femelles semblent être des reproducteurs actifs tout au long de l'année. Les femelles adultes ont un seul ovaire fonctionnel et deux oviductes fonctionnels, avec un seul œuf mûrissant dans chacun à la fois. L'œuf est contenu dans une capsule dure, rectangulaire, brun foncé de 9,5 cm de long et 4,5 cm de diamètre, avec de longues vrilles aux coins qui permettent à la femelle de fixer la capsule à des structures sous-marines telles que des tiges d'algues ou des gorgones. Les œufs maintenus dans les aquariums éclosent au bout d'environ cinq mois et demi, le requin éclosion mesurant 14 à 15 cm de long,. Les mâles et les femelles commencent à mûrir sexuellement à 78–81 cm et 79–83 cm de long respectivement, et tous les requins sont adultes à une longueur de 89 cm.

## Interactions humaines
Parmi les Scyliorhinidae les plus courants, le requin-pyjama est inoffensif pour l'homme et difficile à approcher sous l'eau. En raison de sa petite taille, de son apparence attrayante et de sa robustesse, il est couramment exposé dans les aquariums publics. Le commerce des aquariums soutient une petite pêche ciblant cette espèce et le P. pantherinum similaire. Un grand nombre de requins-pyjamas sont capturés accidentellement par les pêcheries commerciales utilisant des palangres, des filets maillants, des sennes de plage et des chaluts de fond ; ils sont également facilement accrochés par les pêcheurs récréatifs, en particulier pendant l'été lorsqu'ils se rassemblent. Bien que comestibles, la plupart sont jetés tandis que certains sont utilisés comme appâts pour le homard,. Le coût des prises accessoires de la pêche est probablement largement sous-estimé, car de nombreux pêcheurs qui utilisent des engins de ligne considèrent les requins-pyjamas comme des ravageurs qui « volent » les appâts et les tuent avant de les jeter.
L'Union internationale pour la conservation de la nature (UICN) a classé le requin-pyjama parmi les moins préoccupants, citant sa petite distribution et une augmentation récente de la pression de pêche sur les petits requins dans la région. Cependant, rien n'indique que sa population ait diminué. Il n'y a pas de mesures de conservation spécifiques en place pour cette espèce, bien que son aire de répartition englobe deux réserves marines. L'Institut sud-africain de recherche sur les pêches maritimes envisage de décommercialiser légalement le requin-pyjama, ce qui limiterait la mesure dans laquelle il peut être ciblé par la pêche commerciale.